# Aoa affinis
Aoa affinis är en fjärilsart som först beskrevs av Snellen van Vollenhoven 1865.  Aoa affinis ingår som enda art i släktet Aoa och familjen vitfjärilar. Inga underarter finns listade i Catalogue of Life.